# بروسيدي
بروسيدي هي بلدية في مقاطعة لاتينا في منطقة لاتسيو الإيطالية ، وتقع على بعد حوالي 80 كيلومتر (50 ميل) جنوب شرق روما وحوالي 30 كيلومتر (19 ميل) شرق لاتينا .
تقع منطقة بروسيدي على حدود البلديات التالية: أماسينو وجوليانو دي روما وماينزا وبريفيرنو وروكاسيكا دي فولشي وفيلا سانتو ستيفانو.
تأسست القرية من قبل اللاجئين من تدمير بيفيرنو في القرن السابع. كانت في حوزة العديد من العائلات البارونية، بما في ذلك شيغي وكونتي. الميزة الأبرز هي كنيسة سان نيكولا الرومانية.